# 1872年監誓員（愛爾蘭）法令
《1872年監誓員（愛爾蘭）法令》（英語：Commissioners for Oaths (Ireland) Act 1872）是大不列顛及愛爾蘭聯合王國國會的一項法令。
該法令的簡稱由《1896年簡稱法令》（59 & 60 Vict. c. 14）第1條及附表1編配。
該法令在英國由《1978年司法院（北愛爾蘭）法令》（1978 c. 23）第122條及附表7廢除。
根據《2007年成文法編正法令》第2條及附表1，愛爾蘭共和國保留該法令。